# Балка Поподя
Ба́лка Поподя (рос. Бал. Поподья) — балка (річка) в Україні в Карлівському районі Полтавської області. Ліва притока річки Орчика (басейн Чорного моря).

## Опис
Довжина балки приблизно 9,89 км, найкоротша відстань між витоком і гирлом — 8,36 км, коефіцієнт звивистості річки — 1,18. Формується декількома белками та загатами. Не деяких ділянках балка пересихає.

## Розташування
Бере початок у селищі Мартинівка. Тече переважно на південний захід і на південно-західній околиці села Варварівка впадає в річку Орчик, праву притоку Орелі.

## Цікаві факти
- У XIX столітті на балці існували колонії[1], а у минулому столітті — газгольдер та декілька газових свердловин[3].